# Ntungamo (district)
Ntungamo is een district in het zuidwesten van Oeganda. Het administratief centrum bevindt zich in de stad Ntungamo. Het district telde in 2020 naar schatting 540.800 inwoners op een oppervlakte van 2022 km².
Het district is onderverdeeld in drie county's. Naast de hoofdstad telt het district vijf steden (town councils, Kagarama, Kitwe, Nyamunuka, Rubaare en Rwashamaire) en 15 sub-county's. In het zuiden grenst het district aan Rwanda.